# Caramanta
Caramanta è un comune della Colombia facente parte del dipartimento di Antioquia.
Il centro abitato venne fondato nel 1557, mentre l'istituzione del comune è del 1842.